# Jean Valjean
Jean Valjean es el personaje principal de la novela Los miserables del escritor francés Víctor Hugo.

## Orígenes
Nació en una pobre familia de Brie. Su madre se llamaba Jeanne Mathieu y su padre Jean Valjean. No aprendió a leer de pequeño. Cuando fue hombre tomó el oficio de podador en la localidad de Faverolles, al igual que su padre. Se quedó huérfano a una edad muy temprana, acompañado de una hermana viuda mayor que él con siete hijos muy pequeños. Él se hizo responsable de la familia con la edad de 27 años.
Por robar unas hogazas de pan para dar de comer a sus sobrinos hambrientos es condenado a 5 años de presidio por "robo con fractura, de noche y en casa habitada", concretamente por romper el cristal del escaparate de la panadería. Intenta fugarse en varias ocasiones del presidio de Tolón, lo cual convierte la pena final cumplida en un periodo de 19 años, un incremento de la pena desproporcionado al delito en principio cometido. Su estancia en prisión lo convierte en un ser despreciable y sin corazón: un miserable lleno de odio con una fuerza física increíble, aunque aprende a leer, escribir y contar. Su número de prisionero es 24601.

## Cambio de actitud

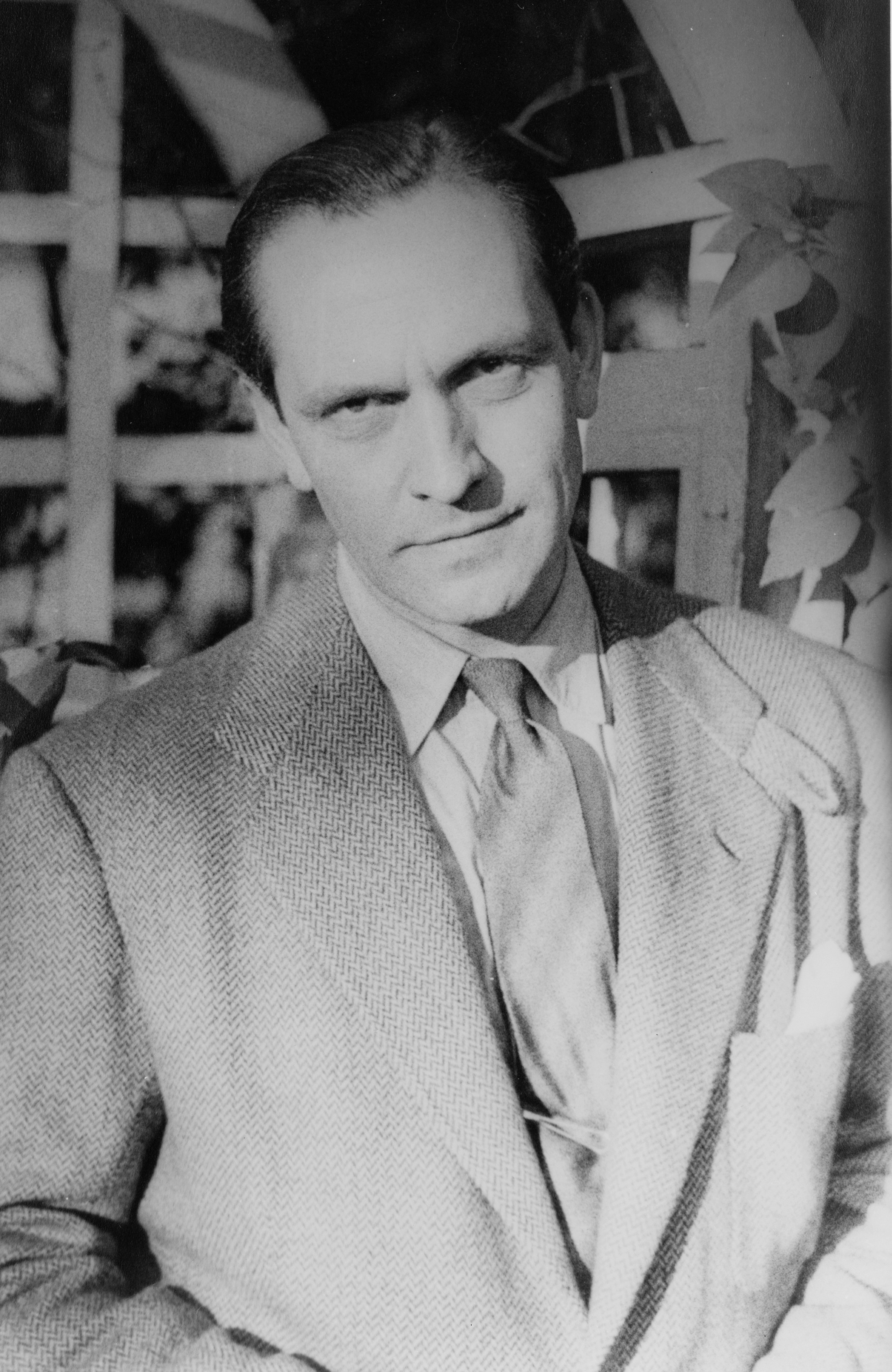
Fredric March fue uno de los primeros actores que encarnó al personaje en el cine, en 1935

El forzado Jean Valjean, tras cumplir la pena y salir del presidio llega a un pueblo en donde tiene que mostrar su pasaporte amarillo característico de los expresidiarios en la comisaría. A consecuencia de ello todos los habitantes del pueblo lo desprecian, excepto el humilde obispo Myriel que le da cobijo, le ofrece comida y cama para dormir. En mitad de la noche se levanta y le roba unos cubiertos de plata, el único tesoro que poseía el obispo, puesto que todo lo que recibía lo destinaba para ayudar a los pobres. Al huir del pueblo lo detiene la policía con los cubiertos y lo llevan ante el obispo, quien, en un acto de bondad, lo salva, diciendo que él le había regalado aquellos objetos para que empezara una nueva vida, además le dice que se había olvidado llevarse los candelabros (también de plata) que igualmente le había regalado.
Sigue su camino y, sin querer, roba una moneda a Petit-Gervais, un chico que se ganaba la vida como deshollinador por los caminos. Este hecho posteriormente lo martiriza psicológicamente, debido a que se da cuenta de que el ejemplo que recibió de parte del obispo estaba comenzando a operar un cambio en él.
Este episodio y la humildad y humanidad del obispo opera en Jean Valjean como un bálsamo que cura sus heridas y lo convierte en un hombre bueno y piadoso, cuyo objetivo es hacer el bien a los necesitados.

## Nueva vida
Se establece en "Montreuil-sur-Mer", bajo el nombre de Madeleine, en donde llega a convertirse en dueño de una fábrica, incluso es elegido alcalde de ese mismo pueblo, al aprovechar los conocimientos aprendidos en el presidio acerca de unas cuentas de azabache atractivas para collares y dedica su fortuna a ayudar a los trabajadores de su fábrica y a los humildes. Sin embargo había personas que hablaban mal de él pero él seguía ayudando al pueblo.

## Javert

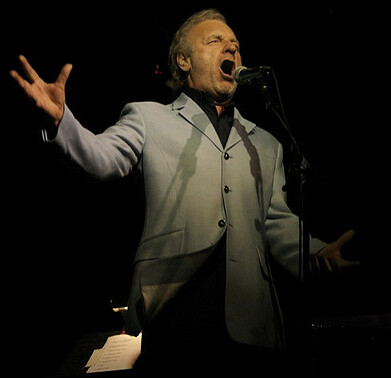
El tenor Colm Wilkinson que dio vida Jean Valjean en la versión musical de la obra en 1985

El jefe de policía de la localidad es un antiguo oficial de prisiones llamado Javert, que recuerda vagamente a Valjean del presidio de Tolón y sospecha desde el primer día de la personalidad del Sr. Madeleine, aunque lo obedece puesto que Valjean es la autoridad superior a Javert al ser el alcalde de la localidad. Sin embargo, el implacable sentido del deber de Javert con su concepto de la ley y de la justicia le hace perseguirlo en silencio pero implacablemente.

## Fantine
Una joven e ingenua costurera llamada Fantine, tiene su primer romance con un estudiante parisino perteneciente a la aristocracia, que la abandonó a su suerte tras conocer que estaba embarazada. Fruto de ese fugaz romance nace Cosette. Fantine, desesperanzada, abandona París con su hija con la intención de dejar su hija en manos de una buena familia mientras que ella trabaja para ganar el dinero suficiente y así tener a su hija a su lado. En el camino, ve a una buena señora con sus hijas, así que deja a su hija al cuidado del matrimonio Thenardier dueño de una hostería en un pueblo en su camino desde París.
Fantine continúa su camino instalándose en "Montreuil-sur-Mer", en donde encuentra trabajo en la fábrica de Jean Valjean. Sin embargo, Fantine es despedida injustamente sin conocimiento de Jean Valjean y se ve obligada a recurrir a la prostitución, tras vender su pelo y sus dientes, para seguir enviando dinero al malvado matrimonio Thenardier, que la están engañando haciéndole creer que están cuidando a su hija, mientras que lo que hacen es utilizarla como criada, teniéndola malvestida y enfermiza y cobrándole cada vez más dinero para su manutención, con el argumento de que su hija necesita medicinas cada vez más caras para una presunta enfermedad.
Fantine enferma mortalmente de tuberculosis por sus esfuerzos derivados de su vida como prostituta. Al conocer la causa del oprobio de Fantine, 
Jean Valjean protege y cuida a Fantine en su mortal enfermedad y le promete que traerá a Cosette y cuidará de ambas.

## Golpe de efecto
Mientras Fantine se recupera con la ilusión puesta en el regreso de su hija, en una localidad lejana se apresa a un hombre llamado Champmathieu acusado de ser Jean Valjean y robar a Petit Gervais. Tras conocer la noticia y después de una tormentosa noche de reflexión moral el verdadero Jean Valjean se presenta en el juicio y se descubre ante el tribunal como el verdadero Jean Valjean. Como no es apresado vuelve a Montreuil, donde llega a tiempo para ver morir a Fantine ante la presencia de Javert que lo intenta apresar, pero Jean Valjean logra huir y poner a salvo su fortuna en un hoyo cavado en un bosque cercano a Montfermeil.

## Cosette
Es hija de Fantine; crece con Jean Valjean. Es educada en una escuela de monjas, hasta que su padre decide salir de ahí para no privarla de la vida; esta se enamora de Marius.

## Los Thenardier
Los Thenardier son una familia de ladrones. El marido es un viejo no muy alto de estatura, delgado y traidor: realmente, es un miserable timador y ratero que, en los tiempos de Napoleón, descubrió el cuerpo vivo del barón de Pontmercy, el cual le quedó profundamente agradecido por creer que le había salvado la vida, cuando realmente lo que estaba haciendo era revisar los cadáveres tras la batalla de Waterloo para robarles; Pontmercy era un oficial leal a Napoleón hasta el final de sus días y, por ello, fue defenestrado por su propio hijo Marius de Pontmercy, influido por su tradicionalista abuelo Lucas Espíritu Gillenormand, el cual fue el encargado de su educación, guarda y custodia tras la muerte de su madre. Gillenormand decía que el padre de Marius era una deshonra para su familia, por el hecho de haber servido a Napoleón. 
La esposa de Thenardier es una vieja gorda, grande y rubia, que no quiere a nadie más que a sus dos hijas, Éponine y Azelma.
Cuando Fantine viaja a Montfermeil para buscar trabajo se encuentra con la taberna del matrimonio, y ve a dos niñas bien vestidas jugando. Cuando Fantine ve esto, ya que ella va con su niña cargada en brazos, le dice a la Thenardier que le dejará a la niña Cosette porque tiene que ir a trabajar y no puede llevársela. Thenardier escucha esto y se aprovecha de la situación para sacarle dinero a Fantine y primero le pide una cantidad razonable, pero después le pide más dinero, ya que asegura que Cosette está gravemente enferma o que ya no tiene ropa. 
Así Cosette va creciendo y les teme a estas dos personas, que en toda su vida la han maltratado, al igual que las hijas, que a su edad son solamente imitadoras de sus padres.
Jean Valjean, tres días después de descubrir su verdadera identidad en el juzgado, es apresado, condenado a cadena perpetua y enviado al presidio de Tolón, esta vez con el número 9430, del cual escapa en unos pocos meses, mientras finge ahogarse tras rescatar a un marinero que iba a morir en el velamen de un barco atracado en el puerto.
Ahí es cuando Jean Valjean regresa para liberar a Cosette de las manos de los Thenardier, a quien mandan a traer agua del río. Allí la encuentra Valjean y le ayuda a cargar el cubo de agua, después ofrece 1500 francos para que se pueda llevar a Cosette consigo, junto con un papel que escribió Fantine antes de morir, autorizando a Jean Valjean a llevarse a la niña. Jean Valjean y Cosette se trasladan a París, toman residencia en Casa Gorbeau y realizan una vida sin aspavientos y pasando desapercibidos como un padre viudo con su hija.

## El Pequeño Picpus
Sin embargo, Javert, que es trasladado como inspector de policía a París, descubre a Valjean y a Cosette pero, en una increíble huida, logran esconderse en el patio del convento del Pequeño Picpus, despistando totalmente a la policía. En el convento se encuentran como jardinero al tío Fauchelevent, viejo al que Jean Valjean salvó de ser aplastado por un carro en "Montreuil-sur-Mer", el cual le devuelve el favor al encubrirlo como hermano suyo bajo el nombre de Último Fauchelevent, saliendo del convento para su posterior presentación ante la abadesa del convento en el ataúd de una monja muerta. Desde entonces Jean Valjean es perseguido implacablemente por el inspector Javert a través de su recorrido por la Francia de la época de la revolución de 1830.
Pasan los años en el convento y mientras Cosette se educa, Jean Valjean se hace pasar por hermano de Fauchelevent en el huerto, hasta que el obligado paso a religiosa de Cosette les hacen salir del convento.
Jean Valjean y Cosette abandonan la seguridad del convento y pasan a vivir discretamente retirados de la vida, haciendo obras de caridad. En los paseos que hacen por el parque empieza un romance silencioso entre Cosette y Marius Pontmercy que se encuentra en el patio semioculto de la casa en donde viven Cosette y Valjean. Los Thenardier localizan a Valjean por el rastro que deja por sus obras de caridad y le tienden una trampa para robarle y asesinarlo. Sin embargo, Marius es huésped de la habitación contigua a los Thenardier y se entera de sus planes, al mismo tiempo que cree descubrir que Thenardier había salvado la vida de su padre. Tras una reflexión en la que se debate entre la gratitud hacia Thenardier por salvar a su padre y el amor que siente hacia Cosette, elige salvar "in extremis" a Jean Valjean cuando este se ve acorralado por los más crueles ladrones de París en la habitación de los Thenardier.

## Marius
Años después los Thenardier siguen con su trabajo de ladrones y estafadores, se cambian el nombre constantemente, para hacer a personas que ellas consideran ricas que les tengan piedad y les den dinero, ya que les causan lástima.
Se encuentran con Jean Valjean, y se hacen pasar por los Jondrette, que son una familia pobre que vive en la habitación más oculta de la casa más escondida de París. Los mismos le tienden una trampa y no tienen éxito, ya que Javert acude a rescatar a Jean Valjean sin saber que es al que ha buscado por tanto tiempo.
Después encarcelan a los Thenardier, pero este escapa con ayuda de una banda de ladrones llamada "Patron-Minette". A sus hijas las dejan libres, ya que no les pudieron comprobar nada, y la Thenardier muere encarcelada.
Un tiempo después se encuentra en la cloaca con Jean Valjean, y le abre la puerta para que este escape, pero no precisamente porque quiere ayudarlo, es porque Javert lo estaba persiguiendo y ya que él pensaba que Jean Valjean era un asesino y sería bueno recompensar a un prófugo, por quien sabe qué motivo, con un asesino.
Después acude con Marius, para contarle lo que él piensa que es Jean Valjean, todo esto a cambio de dinero. Marius le grita y le dice que no es cierto nada de lo que dice, le da dinero y lo echa de su casa. Le da dinero porque él piensa que tiene una deuda con él, ya que su padre había muerto muy agradecido hacia Thenardier porque pensaba que le había salvado la vida, cuando en realidad le quería robar.

## El desenlace
Con Javert siguiéndole la pista a través de París, Jean Valjean es testigo del romance entre Cosette y Marius. Sin embargo, Marius se ve envuelto en las barricadas de las revueltas callejeras de la revolución de 1832, puesto que pertenece a un grupo de jóvenes revolucionarios conocido como "los amigos del ABC" y su compromiso con ellos es tal que se sacrifica por sus ideales. Luego de meditar acerca del dolor que le causa a Cosette la separación de Marius, Valjean se dirige a las barricadas con el fin de protegerlo; casi sin darse cuenta, Valjean se convierte en un admirado miembro de los jóvenes revolucionarios, ya que les devuelve ánimos y ayuda incansablemente a atender a los heridos. Javert, como parte de un complot por parte del Ejército y el Cuerpo de Policías, se disfraza de civil y se une a los revolucionarios con el fin de espiarlos y descubrir puntos débiles, cuando es descubierto es atado y sentenciado a muerte por el grupo ABC, Valjean inmediatamente solicita que le sea concedido el deber de ejecutar a Javert; lo lleva a un callejón vacío y para la sorpresa y terror de Javert, Valjean corta sus ataduras y le permite escapar de forma segura, acto seguido dispara al aire. Javert se ve envuelto en un inmenso dilema moral.
La barricada es tomada, y los jóvenes héroes mueren en manos del Ejército. Herido aparentemente de muerte en la clavícula, Marius es salvado por Jean Valjean, el cual lo carga a hombros por las cloacas de París.
A la salida de las cloacas Jean Valjean es detenido por Javert, pero Jean Valjean le pide por su honor que le deje el tiempo suficiente para dejar a salvo a Marius. Javert, ante la piedad y el amor demostrados por Valjean al salvarle de la ejecución, lo deja ir, medita profundamente y se suicida en el río Sena, no sin antes enviar una carta a la Prefectura de París dando en ella algunas pautas para mejorar el servicio.

## El final
Marius se recupera de sus heridas. Cosette y Marius se casan y se olvidan un momento de Jean Valjean, quien está enfermo de tristeza, ya que Marius, sin saber la verdad, no deja que visite a Cosette y eso le deprime.
Cuando Marius se da cuenta de que, en realidad, quien lo había salvado de morir había sido Jean Valjean, y que, en lugar de matar a Javert en la barricada, lo había dejado libre, se arrepiente de lo que ha hecho y apura a Cosette a visitar a Jean Valjean. Pero cuando llegan este se está muriendo. Valjean al verlos les dice cuánto los quiere, y cuánto los había echado de menos. Después de un año de sufrimiento, y con el perdón de Cosette y Marius (al que consideraba un hijo), muere. A través de la ventana surge una tenue luz en medio de la oscuridad, símbolo de que en la habitación se encuentra un ángel esperando el alma de Valjean para llevarla al Paraíso; sobre la cabecera de su lecho de muerte, resplandecen los dos candelabros del obispo.

## Adaptaciones
Desde la publicación de la novela, el relato ha sido adaptado en numerosas ocasiones a teatro, cine, televisión y teatro musical.
En la gran pantalla, el personaje ha sido interpretado, entre otros por Harry Baur (1934), Fredric March (1935), Gino Cervi (1948), Michael Rennie (1952), Jean Gabin (1948), Lino Ventura (1982), Liam Neeson (1998) y Hugh Jackman (2012)
Para televisión pueden mencionarse las interpretaciones de Frank Finlay (1967), José Calvo (1971), Richard Jordan (1978) y Gérard Depardieu (2000).
En el musical, el intérprete en el estreno en París (1980), fue Maurice Barrier, al que seguirían Colm Wilkinson (Londres, 1985), Pedro Ruy-Blas (Madrid, 1992), Gerónimo Rauch (Madrid, 2010) Ramin Karimloo (Nueva York, 2014) y Jesús Ayllón (Asunción, 2018)
- Datos: Q1156620
- Multimedia: Jean Valjean / Q1156620